# Mine à déplacement de sommet

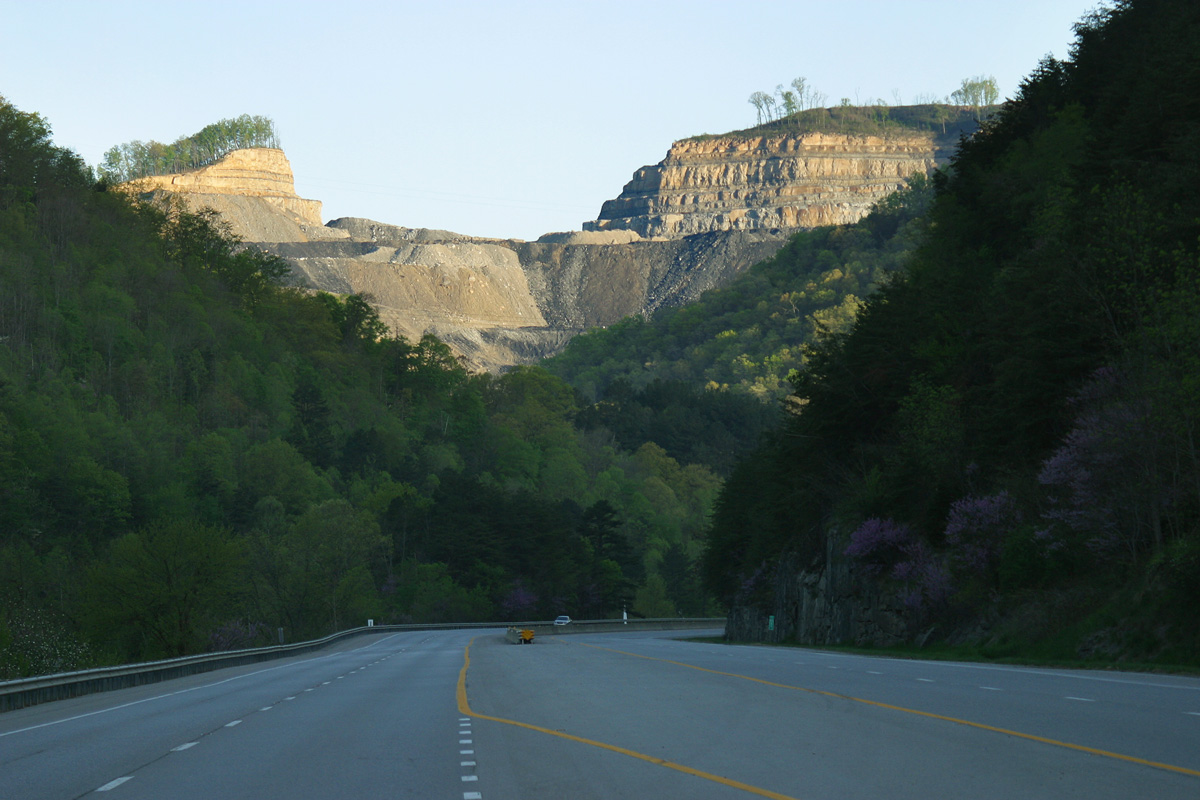
Une mine à déplacement de sommet aux États-Unis (comté de Pike (Kentucky).

Une mine à déplacement de sommet (en anglais mountain top removal mining, MTR  ou mountaintop mining, MTM) est un type d’exploitation minière à ciel ouvert, faisant l’usage massif d’explosifs et de moyens mécaniques modernes avec des performances supérieures et un coût moindre que les techniques minières plus traditionnelles. En français le terme pourrait être traduit par « rasage de montagne », « décapitation de cime », ou « raclage de sommet de montagne » ou encore « étêtage ».